# Born Naked
Born Naked é o sétimo álbum de estúdio do cantor, compositor, ator e drag queen americano RuPaul. Foi lançado no iTunes e Amazon pela RuCo em 24 de fevereiro de 2014, coincidindo com a estréia da sexta temporada de RuPaul's Drag Race. O álbum é o mais alto gráfico de RuPaul até hoje, alcançando a 4ª posição na Dance/Electronic Albums da Billboard americana. O álbum é uma mistura de músicas eletrônicas, bounce, rock e gospel.

## Desempenho
Born Naked estreou no número 85 no quadro de 200 vendendo 4.000 cópias para a semana que terminou em 2 de março de 2014. É o maior álbum de RuPaul até agora, assim como sua primeira participação no chart  desde seu álbum de estréia, Supermodel of the World, no número 109 em 1993. O álbum também estreou no número quatro no Dance/Electronic Albums da Billboard, outra carreira alta, e no número 18 na Billboard Independent Albums, a primeira aparição de RuPaul no chart,   Notavelmente, Born Naked também alcançou o número um na parada dos Top Dance Albums do iTunes nos EUA, também alcançando o número 23 na maior lista de álbuns da loja.